# Nicola Capasso
Nicola Capasso (* 2. August 1886 in Frattamaggiore; † 30. April 1968) war ein italienischer römisch-katholischer Bischof.
Capasso wurde am 2. Juli 1910 zum Priester für das Bistum Aversa geweiht. Papst Pius XI. ernannte ihn am 13. März 1933 zum Bischof von Acerra. Carmine Cesarano CSSR, Bischof von Aversa, weihte ihn am 23. April 1933 zum Bischof. Mitkonsekratoren waren Natale Gabriele Moriondo OP, Bischof von Caserta, und Luigi dell´Aversana, Bischof von Venosa. Papst Pius XII. nahm am 16. Februar 1966 seinen Rücktritt an und ernannte ihn zum Titularbischof von Zaba.
Capasso nahm an allen vier Sitzungsperioden des Zweiten Vatikanischen Konzils als Konzilsvater teil.